# محمد السبيعي (لاعب كرة قدم مواليد 2004)
محمد فيصل السبيعي مواليد 5 سبتمبر 2004 في السعودية، هو لاعب كرة قدم سعودي يلعب لنادي الحزم.

## مسيرة اللاعب
لعب في الفئات السنية في نادي الوحدة وانتقل إلى نادي الحزم في عام 2023.